# A Gudiña
A Gudiña là đô thị trong tỉnh Ourense, thuộc vùng Galicia ở tây bắc Tây Ban Nha.